# 山﨑誠 (アナウンサー)
山﨑 誠（やまざき まこと、1991年〈平成3年〉8月18日 - ）は、日本テレビのアナウンサー。

## 来歴
東京都目黒区出身。身長172cm、血液型はB型。慶應義塾高等学校、慶應義塾大学経済学部卒業後、2014年に日本テレビ入社。同期入社のアナウンサーは岩本乃蒼、畑下由佳、山本健太。

## 人物
漢字検定2級、暗算検定3級、普通自動車第1種免許、ジュニア野菜ソムリエの資格を持つ。趣味は漫画の収集。高校時代はアメリカンフットボール部だった。4歳差の姉がいる。

## 出演番組
太字は、出演中
- スポーツ中継
- 皇室日記
- ZIP![3]
  - 木・金曜フィールドキャスター（2014年10月9日 - 2015年8月28日、2016年3月31日 - 9月30日）
  - 山本健太の代理（2014年10月20日、2015年3月23日・6月22日・8月24日・11月30日、2016年4月27日・8月24日）
  - 安藤翔の代理（2014年11月26日・12月3日、2015年3月25日・7月29日・8月12日）
  - 木曜フィールドキャスター（2015年9月3日 - 2016年3月24日）
  - 尾崎里紗の代理（2015年12月23日）
  - 平松修造の代理（2016年4月25日・26日・5月10日・6月28日・8月1日・2日・23日・9月5日・6日）
  - 金曜フィールドキャスター（2016年10月7日 - 2017年3月31日）
  - 月 - 水曜ニュースキャスター（2021年3月29日 - 2024年3月20日）
  - 畑下由佳の代理（2021年5月14日、2023年9月7日・8日・10月20日、2024年3月21日）
  - 大町怜央の代理（2022年2月11日）
  - 菅谷大介の代理（2023年10月13日）
  - 森圭介の代理（2024年1月22日 - 24日）[4]
- NNNニュースサンデー（2016年1月31日 - 2021年5月23日、シフト勤務）
- news every.
  - 川畑一志の代理（2016年10月11日・12月26日 - 29日）
  - スポーツキャスター（2017年4月3日 - 2019年3月29日）
  - サブキャスター（2024年3月25日 - ）
  - 森圭介・鈴江奈々の代理（2024年6月25日 - 27日）[5]
  - 鈴江奈々の代理（2024年8月12日 - 16日）
- NNNニュース&スポーツ（2017年12月29日）- スポーツキャスター
- ピョンチャンオリンピック2018（2018年2月）- 現地取材担当
- Oha!4 NEWS LIVE - キャスター
  - 金曜担当（2019年4月5日 - 9月27日）
  - 川畑一志の代理（2019年6月13日・9月5日・12日・12月11日・18日）
  - 山本健太の代理（2019年7月16日、2020年6月19日）
  - 木曜担当（2019年10月3日 - 2020年9月17日）
  - 伊藤大海の代理（2020年6月10日）
  - ラルフ鈴木の代理（2023年7月28日）
- スッキリ（2018年7月24日、2019年3月25日・8月7日、2020年2月19日、2022年7月28日・29日）- 森圭介の代理
- バゲット（2019年4月10日 - 9月25日）- 水曜日レギュラー
- イントロ（2020年4月5日 - 2023年3月）- MC（ナレーター）
- NNNストレイトニュース
  - 矢島学の代理（2020年8月10日・11日・24日・25日・9月7日・15日・21日・22日、2021年8月2日・3日・12月27日、2023年7月10日）
  - 安藤翔の代理（2020年11月27日、2021年5月7日・12月3日、2022年4月15日・5月6日、2023年4月14日・6月2日）
  - 藤田大介の代理（2021年1月7日・2月3日・6月9日・12月2日、2022年5月25日・8月31日・11月2日、2023年8月30日・31日・11月1日・2日・8日、2024年3月20日）
  - 月曜「ストレイトニュース」（11:20 - 11:30）キャスター（2023年4月3日 - 2024年3月18日）
  - 後呂有紗の代理（2023年5月10日・17日・24日）
  - 金曜（11:30 - 11:45）担当（2023年6月9日[6] - 2024年3月22日）
  - 伊藤大海の代理（2023年8月8日）
- news every.サタデー
  - メインキャスター（2020年10月3日 - 2021年3月27日）
  - 山本健太の代理（2021年7月24日・31日）
  - 田中毅の代理（2023年4月29日）
- ヒルナンデス!
  - 滝菜月（ニュースコーナー）の代理（2022年8月31日）
  - 佐藤梨那（ニュースコーナー）の代理（2023年11月10日、2024年2月16日）
- OUT OF 48（2023年4月21日 - ） - ナレーター
- ズームイン!!サタデー（2023年5月27日）- 佐藤真知子の代理
- news zero（2023年6月28日・30日・7月5日）- 安村直樹の代理